# Grammatik
Grammatik er inden for sprogvidenskaben det system af regler og strukturer, der bestemmer sammensætningen af sætninger, fraser og ord i et naturligt sprog. Grammatik betegner også studiet af sådanne regelsystemer, herunder især fonologi, morfologi og syntaks, men også bl.a. fonetik, semantik og pragmatik.
Ethvert naturligt sprog (som fx dansk eller engelsk) har sin egen særlige grammatik, og på grundlag af bl.a. den amerikanske matematiker og sprogforsker Noam Chomskys arbejde i 1950'erne er det nu også muligt at opstille grammatikker for kunstige sprog som programmeringssprog. Den hurtige udvikling inden for IT-teknologien har desuden muliggjort oversættelse mellem sprog med vidt forskellig grammatik. Denne teknologi fungerer dog ikke helt gnidningsløst. Institutioner som EU anvender allerede maskinoversættelse af dokumenter på medlemsstaternes sprog. Teknikken er udarbejdet i eurotra-projektet, som også har dansk deltagelse.
Studiet af grammatik deles normalt op i disciplinerne fonetik, fonologi, intonation, morfologi, syntaks og semantik.
Morfologien beskæftiger sig med opdeling af ord i i ordklasser, og hvorledes ord udtrykker ulige grammatiske forhold. Syntaksen beskæftiger sig med sætningsdannelse.

## Historie
I tidligere tider var grammatik tillige en betegnelse for arbejdet med lærde historiske skrifter – især de klassiske græske. Denne anvendelse af begrebet kendes bl.a. fra navnet Saxo Grammaticus (Saxo Grammatikeren) – en middelalderlig dansk grammatiker og historiker.
Da pave Gregor den Store fik at vide, at en vis biskop underviste i grammatik og læste romerske digtere, bebrejdede han ham: "Det har nået os, som vi ikke kan nævne uden at rødme, at du underviser visse venner i grammatik; hvorved vi er så krænket og fyldt med foragt, at vor tidligere opfattelse af dig er vendt til sorg. Den samme mund synger ikke lovprisninger af Jupiter og lovprisninger af Kristus." Tertullian og Hieronymus gav udtryk for den samme opfattelse, for grammatik var nærmest synonymt med hedensk litteratur. 

## Yderligere læsning
Diderichsen, Paul: Elementær dansk grammatik, Nordisk Forlag, København 1946.